# Zeno Bertoli
Zeno Bertoli (Nápoly, 1988. december 22. –) Európa-bajnoki ezüstérmes, valamint kétszeres LEN-Európa-kupa győztes olasz válogatott vízilabdázó, a Pro Recco játékosa.

## Sportpályafutása
Szülővárosában kezdett vízilabdázni, a Posillipo Napoli együttesénél. 2008-ban e klub színeiben játszotta első felnőtt bajnoki mérkőzését is. 2010-ben a válogatott tagjaként ezüstérmes lett a Zágrábban rendezett Európa-bajnokságon. 5 évvel később, 2015-ben, klubcsapatával Európa-kupa győztes lett. Ezután az AN Bresciához igazolt, mely csapattal 2016-ban másodszor is sikeresen elhódította az Európa-kupa győzelmet. 2017-ben újra bekerült az Alessandro Campagna által irányított válogatott 13-as keretébe a budapesti világbajnokságra.

## Eredmények

### Klubbal

#### Posillipo Napoli
- LEN-Európa-kupa győztes (2014–15)

#### AN Brescia
- LEN-Európa-kupa győztes (2015–16)

#### Pro Recco
- LEN-szuperkupa (2021)

### Válogatottal
- Európa-bajnoki ezüstérmes (Zágráb, 2010)
- Világliga ezüstérmes (Ruza, 2017)